# Kevin Richardson (ca sĩ)
Kevin Scott Richardson (sinh 3 tháng 10 năm 1971) là một ca sĩ người Mỹ và là thành viên của nhóm nhạc Backstreet Boys, người mẫu, diễn viên, và sáng tác nhạc. Anh ấy là thành viên lớn tuổi nhất nhóm trong suốt thời gian hát cùng nhóm.

## Tiểu sử

### Những năm đầu
Kevin Richardson sinh ra ở Lexington, Kentucky. Anh ấy là em út trong gia đình có 3 anh em.
Khi còn thanh niên, anh ấy là một thành viên của câu lạc bộ cờ vua và diễn các vai diễn trong trường học như "Bye, Bye Birdie" ở trường trung học Estill County tại Kentucky. Anh ấy cũng là một tiền vệ bóng đá.
Tại Florida, anh đã đóng vai "Aladdin" và một trong những diễn viên trong tập phim Ninja Rùa tại Walt Disney World, nơi anh ấy gặp vợ tương lại của mình là Kristin Willits, người đã diễn vai "Belle" trong "Beauty and the Beast." Anh ấy làm việc cho hãng Walt Disney World cho đến khi gia nhập Backstreet Boys vào năm 1993.